# Helen Lester
Helen Lester (née le 12 juin 1936) est une autrice pour enfants américaine, surtout connue pour son personnage de Zinzin le Pingouin (ou Minable le Pingouin), récurrent dans plusieurs de ses histoires pour enfants.

## Biographie
Helen Lester naît à Evanston, dans l'Illinois mais déménage fréquemment à travers les États-Unis, s'installant à New York, San Francisco, Chicago, Minneapolis et finalement à Pawling avec son mari.
Après être devenue institutrice, Helen Lester se marie, a deux fils et fait une pause dans l'enseignement pour se lancer dans la littérature jeunesse. Ses œuvres sont principalement influencées par ses anciens élèves de second-grade (équivalent CE1) qui ont contribué à la création de personnages tels que Tacky the Penguin (Zinzin le Pingouin), Pinkerton le Cochon et Fragility l'Hippopotame.
Son premier livre jeunesse est publié en 1979, et sa carrière d'autrice décolle progressivement. Elle a aujourd'hui publié plus d'une vingtaine de livres.
Helen Lester a illustré quelques-uns de ses propres livres, mais c'est avec l'illustratrice Lynn Munsinger qu'elle collabore régulièrement, au final sur plus d'une vingtaine de livres, autant sur la série Tacky que sur ses albums indépendants.
En plus d'écrire, Lester passe du temps à parcourir le pays, à visiter des écoles et à encourager les enfants à écrire. Elle a également écrit Author: A True Story destiné aux jeunes écrivains et basé sur ses visites scolaires et le processus d'édition du point de vue de l'autrice.

## Zinzin Pingouin
Zinzin Pingouin est une série de livres illustrés pour enfants écrite par Lester et illustrée par Lynn Munsinger,,. Zinzin (Tacky en version originale, qui signifie plutôt gluant, poisseux) est un personnage animalier fictif dont l'individualité et les facéties pleines d'humour le rendent particulièrement attachant pour les jeunes enfants. Il ressemble d'ailleurs plus à un manchot qu'à un pingouin, mais l'anglais n'a qu'un seul terme pour ces deux familles.
Le personnage apparaît pour la première fois dans Tacky the Penguin, puis dans neuf autres livres entre 1989 et 2015. 

### Adaptations
Certains de ces livres ont été publiés en français, en espagnol, en suédois, en chinois et en italien. Une peluche Tacky the Penguin a été commercialisée par MerryMakers en 2000.
En français, Tacky the Penguin a d'abord été traduit comme un livre indépendant sous le titre Minable le pingouin par Évelyne Lallemand, paru en 2002 aux éditions Hatier. Finalement toute la série a été adaptée sous le titre général Zinzin Pingouin aux éditions Caligram.

### Résumé de la série
Dans chaque livre, le comportement bruyant et exubérant de Zinzin contraste avec celui de ses compagnons pingouins, élégants et gracieux mais au final et la tolérance envers Zinzin, ce drôle d'oiseau est récompensée. Les illustrations de Lynn Munsinger montrent Zinzin portant une chemise hawaïenne mal boutonnée et un nœud papillon violet à carreaux, tandis que tous les autres pingouins arborent une allure digne et uniforme, rappelant un smoking. 
Dans le premier tome, les autres pingouins chantent en harmonie, mais la voix de Zinzin est forte et il chante faux. Ils ne l'aiment pas trop et le méprisent un peu jusqu'à ce que son comportement étrange effraie un groupe de chasseurs (un ours, un loup et un renard).
Dans chaque livre, le comportement de Zinzin est perturbateur mais bien intentionné et finalement utile, une combinaison humoristique et attachante appréciée des jeunes lecteurs. Ces livres sont recommandés pour les élèves des deux premiers cycles élémentaires.

### Livres
- Tacky the Penguin (1988)
  - traduit Minable le pingouin en 2002, par Évelyne Lallemand, éditions Hatier
  - traduit Bienvenue au Pôle Nord, éditions Caligram, 2012
- Three Cheers for Tacky (1996)
  - traduit Une super pom-pom girl
- Tacky in Trouble (1997)
  - traduit Quel est le programme ?
- Tacky and the Emperor (2000)
  - traduit C'est moi l'empereur !
- Tackylocks and the Three Bears (2004)
  - traduit Tous au théâtre !
- Tacky and the Winter Games (2005)
  - traduit Place aux sportifs !
- Tacky Goes to Camp (2009)
  - traduit Camper, quelle aventure !
- Tacky’s Christmas (2010)
- Happy Birdday, Tacky! (2013)
  - traduit Bon ami-versaire !
- Tacky and the Haunted Igloo (2015)

### Personnages
- Zinzin le pingouin, personnage principal, est décrit comme maladroit et bruyant[4].
- Exquis, Superbe, Gracieux, Splendide et Parfait (en VO Goodly, Lovely, Angel, Neatly, et Perfect) ses compagnons, de beaux pingouins qui marchent élégamment, plongent gracieusement et chantent en un chœur harmonieux.

## Autres ouvrages
- A Porcupine Named Fluffy (1986)
  - traduit Doudoux le porc-épic, Hachette, 1991
- Score One for the Sloths (1987, rééd. 2003)
  - traduit Debout les paresseux, L'École des loisirs, 2003
- The Wizard, the Fairy, and the Magic Chicken (1988)
  - traduit L'Enchanteur, la fée et le poulet, Hachette, 1988
- It Wasn't My Fault (1989)
- Pookins Gets Her Way (1990)
  - traduit Boubou n'en fait qu'à sa tête, 1994
- The Revenge of the Magic Chicken (1990)
  - traduit Le Poulet magicien se fâche, Hachette, 1991
- Me First (1992)
- Wuzzy Takes Off (1995)
- Princess Penelope's Parrot (1996)
- Listen Buddy (1997)
- Author: A True Story (2002)
- Hooway for Wodney Wat (2002)
- Something Might Happen (2003)
- Batter Up Wombat (2006)
- Hurty Feelings (2007)
- The Sheep in Wolf's Clothing (2007)
- Wodney Wat's Wobot (2011)
- All for Me and None for All (2012)
- The Loch Mess Monster (2014)
- Bravo, Bucket Head (2022)